# Colònies al món antic

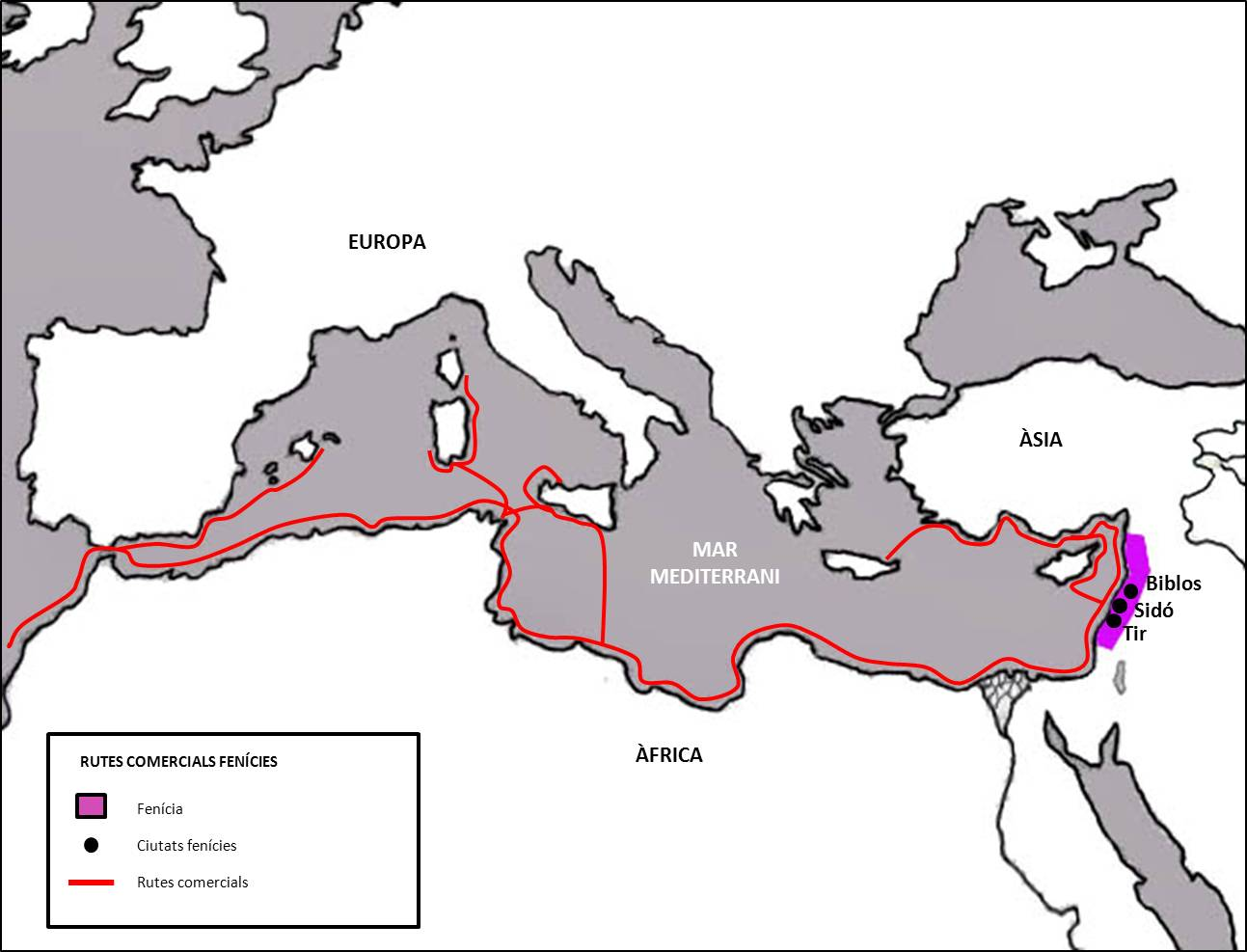
Rutes comercials fenícies

Les colònies al món antic eren ciutats estat fundades per una ciutat mare (la seva "metròpoli""). Els lligams entre una colònia i la seva metròpoli sovint es mantenien molt propers, adoptant formes específiques. No obstant, i a diferència del colonialisme europeu d'època contemporània, les colònies del món antic acostumaven a tenir sobirania plena i autogovern des de la seva creació.

## Colònies egípcies
Es té constànica d'una colònia egípcia situada al sud de Canaan que data, aproximadament, d'una mica abans de la primera dinastia. Narmer feia fer ceràmica egípcia a Canaan i l'exportava, posteriorment, a Egipte, provinent de regions com Tel Arad, Bessor, Rafah i Tel Erani. La construcció de vaixells era un art que es coneixia a Egipte des del 3.000 aC, potser abans i tot. L'Institut Arqueològic d'Amèrica va publicar que el vaixell més antic de què es té constància data del 3.000 aC, i que podria haver pertangut al faraó Aha.
En el seu moment de màxima esplendor, Egipte també va controlar l'illa de Creta.

## Colònies fenícies
Els fenicis eren la principal potència comercial de la mar Mediterrània a principis del primer mil·lenni aC. Tenien contactes comercials amb Egipte i Grècia, i van establir colònies en indrets tant llunyans com l'actual Espanya, destacant la ciutat de Gadir (actual Cadis).
Des de Gadir, els fenicis controlaven l'accés a l'oceà Atlàntic i a les rutes comercials cap a la Gran Bretanya. La ciutat més coneguda i exitosa fundada pels fenicis va ser creada per colons provinents de Tir entre el 814 i el 813 aC, anomenant-la Kart-Hadasht (Qart-ḥadašt, literalment "Ciutat nova", coneguda per la història com Cartago. Els cartaginesos, posteriorment, també fundarien la seva pròpia colònia al sud-est de la península Ibèrica, Cartago Nova (actual Cartagena), que finalment seria conquerida pels seus enemics, els romans.
Segons Maria Eugènia Aubet, professora d'arqueologia de la Universitat Pompeu Fabra de Barcelona: "El material més antic que mostra la presència fenícia a l'oest del Mediterrani es pot documentar en jaciments propers a la moderna ciutat de Huelva (Espanya)... L'alta proporció de ceràmica fenícia entre el nou material descobert el 1997 a la Plaza de las Monjas de Huelva demostraria la presència de pobles fenicis des de principis del segle novè aC. La datació per radiocarboni realitzades als primers nivells de Cartago situen la seva fundació entre els anys 835–800 cal aC, coincidint així amb les dates proposades per Flavi Josep i Timeu sobre la fundació de la ciutat."

## Colònies gregues
A L'antiga Grècia, les colònies sovint eren fundades per persones refugiades, persones que abandonaven les seves cases per fugir de la subjugació a mans d'un enemic estranger; a vegades, a conseqüència de desordres civils, quan els perdedors de batalles internes havien de marzar i formar una ciutat en un altre indret; de vegades per defer-se d'un increment de la població descontrolat, evitant així problemes internes; i, en d'altres casos, com a resultat de l'ostracisme. Tot i així, en la majoria dels casos la motivació principal era establir i facilitar les relacions comercials amb els països estrangers i, per tant, incrementar la riquesa de la seva ciutat mare (en grec: metropolis). Ja durant el segle xviii aC es van establir colònies a Jònia i Tràcia.